# Magdalena Łazarkiewicz
Magdalena Łazarkiewicz, geboren als Magdalena Holland (Warschau, 6 juni 1954), is een Pools actrice en filmregisseur.

## Biografie
Magdalena Łazarkiewicz werd geboren op 6 juni 1954 in Warschau als dochter van de Joodse communistische politicus Henryk Holland en van de Poolse journaliste Irena Rybczyńska-Holland. Ze heeft de studie cultuurwetenschappen voltooid op de Universiteit van Wrocław en de studie radio & televisie op de Katowice Filmschool.
Łazarkiewicz is de zus van de Poolse filmregisseur Agnieszka Holland en de tante van storyboardkunstenaar Katarzyna Adamik. Ze was getrouwd met regisseur Piotr Łazarkiewicz tot zijn dood in 2008. Łazarkiewicz heeft twee kinderen.

## Filmografie
- 1979 - Panny z Wilka
- 1985 - Przez dotyk w Kronika Wypadków
- 1989 - Ostatni dzwonek
- 1991 - Odjazd
- 1992 - Białe małżeństwo
- 1995 - Odjazd
- 1997 - Drugi brzeg
- 1999 - Na koniec świata
- 2001-2002 - Marzenia do spełnienia
- 2006-2007 - Ekipa
- 2009-2010 - Maraton Tańca
- 2011 - Głęboka Woda

- Bibliothèque nationale de France: cb170152243 (data)
- Gemeinsame Normdatei: 1146899149
- International Standard Name Identifier: 0000 0000 4353 2227
- Library of Congress Control Number: no95033766
- Virtual International Authority File: 301762371